# حضارة أعالي المسيسيبي

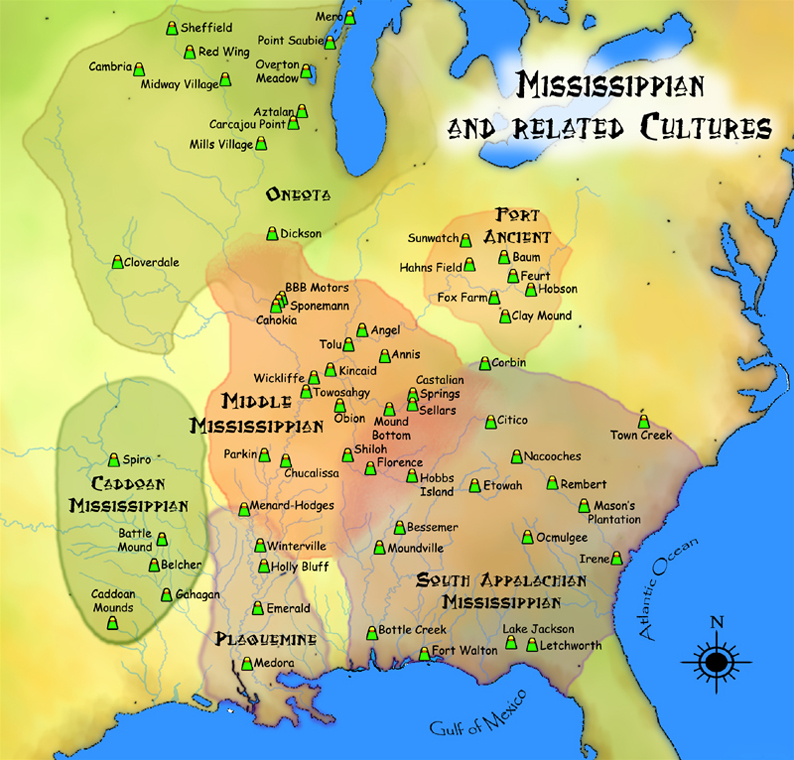
خريطة توضح ثقافات المسيسيبي المختلفة

حضارة أعالي المسيسيبي (بالإنجليزية: Upper Mississippian culture)‏ هي حضارة ظهرت في حوض نهر المسيسيبي الأعلى ومنطقة البحيرات العظمى في الغرب الأوسط الأمريكي. كانت موجودة منذ حوالي 1000 بعد الميلاد حتى فجر التاريخ والفترات التاريخية المبكرة (حوالي 1700 م).